# Mesiotelus maderianus
Mesiotelus maderianus är en spindelart som beskrevs av Kulczynski 1899. Mesiotelus maderianus ingår i släktet Mesiotelus och familjen månspindlar.
Artens utbredningsområde är Madeira. Inga underarter finns listade i Catalogue of Life.